# Salt Pit
Salt Pit, kallad Detention Site Cobalt av den amerikanska senatens underrättelsekommitté och det mörka fängelset (dark prison) av före detta intagna, är ett kodnamn för en sekretessbelagd förhörsanläggning tillika fängelse i nordöstra Kabul i Afghanistan. Anläggningen var till att förvara påstådda islamistiska terrorister och förhöra dessa via tortyr, hur länge den var i bruk är ej känt. Salt Pit var underställd den amerikanska underrättelsetjänsten Central Intelligence Agency (CIA).

## Historik
Förhörsanläggningen var ursprungligen en övergiven tegelfabrik och byggdes om mellan juni och september 2002 för 200 000 amerikanska dollar och finansierades av CIA. Den hade då 20 celler, varav fyra hade stänger i taket så att man kunde hänga upp intagna. Initialt var det tänkt att den afghanska staten skulle äga och driva anläggningen men CIA ångrade sig och tog över driften själva. Första intagne togs emot i september 2002 men de första riktlinjerna för förhör och förvar kom i januari 2003 och var signerade av CIA:s generaldirektör George Tenet.

## Tortyrmetoder
Tortyrmetoder som har använts är bland annat:
- Intagna var tvungna att sitta eller stå på olika vis som var kroppsligt påfrestande. Två intagna tvingades att stå trots de hade brutna fötter.[8]
- Intagnas armar är fastkedjade över deras huvuden under långa tidsperioder.[9]
- Konstant mörkläggning med bara en hink som potta[10] alternativt blöja. Vakter och förhörspersonal hade pannlampor för att kunna utföra sina arbetsuppgifter.[11][1]
- Tvinga de intagna att vara nakna.[12]
- Tvinga de intagna att tillbringa nakna eller nästintill nakna i kalla celler efter blivit besprutade med vatten från en vattenslang. Ibland även fastkedjade mot kalla golv, minst en intagen har avlidit av hypotermi på grund av det.[13]
- Tvinga de intagna att tillbringa tid i trånga kistliknande förvaringsboxar.[12] Det hade också godkänts från regeringshåll om att använda insekter vid såna här fall men det verkställdes dock aldrig.[8]
- Hög volym av musik och vitt brus.[8]
- Tvångsmatning via anus.[1] En intagen matades med puré, bestående av hummus, nötter, pasta, russin och sås.[8]
- Skenavrättningar.[11]
- Skendränkningar.[14]
- Orsaka sömnbrist och hålla de intagna vakna under längre tid.[8]
- Elchockar.[14]
- Intagna upphängda i stänger i taket så de kan knappt röra golvet med tårna.[14] En intagen hängde i 17 dagar i sträck.[11]
- En provisorisk elektrisk stol, dock inte dödlig.[14]
- Olika typer av våld.[14]
- Olika sorters hot som bland annat familjemedlemmar skulle fara illa ut[8] eller att vakterna skulle släppa lös vakthundar mot de intagna, en intagen blev dock biten.[15]
- Intagna utsattes av kemikalier som slängdes på dem efter att man hade sönder ljusstavar.[15]
- Strikt utdelning av mat och främst i flytande form. Omkring 1 500 kalorier per dag eller tills anläggningens läkarteam fick rycka in.[8] Maten var också av dålig kvalité.[11]

## Intagna
En som har varit placerad på Salt Pit och förhörts via tortyr är den tyske medborgaren Khalid El-Masri. I december 2003 gjorde han en resa från Tyskland till Makedonien, i Makedonien blev han arresterad av makedonisk polis och satt frihetsberövad i 23 dagar. El-Masri blev upplockad av CIA och som satte honom på ett flygplan, tillhörande Premier Executive Transport Services, och flögs, av piloter från Aero Contractors, till Afghanistan via Irak. El-Masri blev kvar i fängelset i fyra månader innan han blev i maj transporterad tillbaka till Europa på direkt order av den dåvarande nationella säkerhetsrådgivaren Condoleezza Rice, dels efter det framkom att CIA visste en tid innan att El-Masri inte var den person de egentligen var ute efter. Dels att CIA hade tidigare under majmånad inte släppt honom trots att Rice bad om det..
År 2007 hävdade CIA:s generaldirektör Michael Hayden att färre än 100 personer har varit placerade på anläggningen, det visade sig dock år 2014 att minst 119 personer har tillbringat tid på Salt Pit.